# 11600 Cipolla
För andra betydelser, se Cipolla.
11600 Cipolla eller 1995 SQ2 är en asteroid i huvudbältet som upptäcktes den 26 september 1995 av Santa Lucia Stroncone-observatoriet i Stroncone. Den är uppkallad efter den italienska amatörastronomen Carlo Cipolla.
Asteroiden har en diameter på ungefär 6 kilometer.